# تازه‌آباد سرآب
تازه‌آباد سرآب، روستایی از توابع بخش مرکزی شهرستان سنقر در استان کرمانشاه ایران است.

## جمعیت
این روستا در دهستان سرآب قرار دارد و براساس سرشماری مرکز آمار ایران در سال ۱۳۸۵، جمعیت آن ۱۵۶ نفر (۳۹خانوار) بوده‌است.